# SBS三島ラジオ中継局
SBS三島ラジオ中継局（エスビーエスみしまラジオちゅうけいきょく）は、静岡県三島市に置かれている静岡放送ラジオの中継局である。

## 中継局概要
| 放送局名     | コールサイン | 周波数  | 空中線 電力 | 放送対象地域 | 放送区域 内世帯数 | 運用開始日  |
| ------------ | ------------ | ------- | ----------- | ------------ | ----------------- | ----------- |
| SBS 静岡放送 | なし         | 1404kHz | 100W        | 静岡県       | 約-世帯           | 1957年3月頃 |

## 所在地
- 三島市松本27-1（SBSマイホームセンター三島住宅展示場）

## 放送エリア・その他
- 三島市および周辺地域をカバーしている。

## 歴史
- 1957年3月頃 SBS静岡放送・三島ラジオ中継局（コールサイン：JOVE・出力：100W）が開局。
- 1978年11月23日 周波数を1557kHzに変更。
- 2006年7月17日 午前4時より、現在の周波数（1404kHz）に変更[2]。